# Ежи (Пермский край)

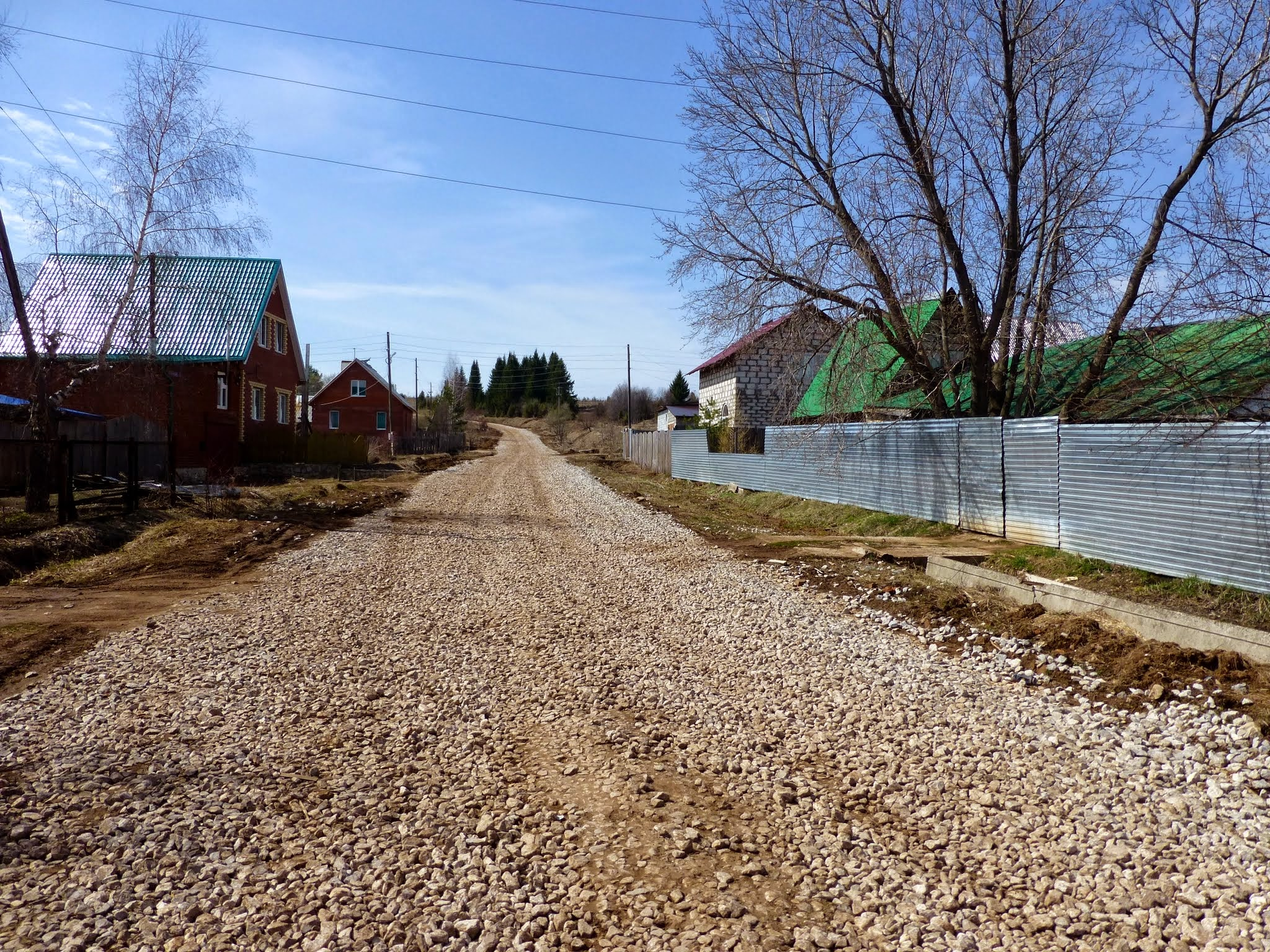
Вид деревни Ежи

Ежи — деревня в Пермском районе Пермского края. Входит в состав Култаевского сельского поселения.

## Географическое положение
Расположена примерно в 7,5 км к северо-западу от административного центра поселения, села Култаево.

## Население
| 2010 |
| ---- |
| 67   |

## Улицы
- Заречная ул.
- ул. Леготкиных
- Лесная ул.
- Листопадная ул.
- Кольцевая ул.

## Топографические карты
- Лист карты O-40-76 Юго-камский. Масштаб: 1 : 100 000. Состояние местности на 1983 год. Издание 1984 г.